# Saint-Hubert (Moselle)
Pour les articles homonymes, voir Saint-Hubert.
Saint-Hubert est une commune française située dans le département de la Moselle, en région Grand Est.

## Géographie
La commune de Saint-Hubert est nichée au fond de la vallée de la Canner. Cette petite rivière est encore proche de sa source et s’en va vers le nord pour se jeter dans la Moselle à une trentaine de kilomètres.
La commune est très rurale et les entreprises y sont rares.
On compte en réalité le village de Saint-Hubert mais également deux annexes, Beféy (prononcer "béfé-i") et Villers-Bettnach dont l'abbaye a connu une histoire grandiose, ainsi qu’un lieu-dit, Rabas.
On pourra préciser que cette commune est un « village fleuri » dans un superbe cadre forestier qui gagne à être visité en période estivale !
La commune se situe dans le site inscrit de la vallée de la Canner.
Il y a plusieurs fermes : Rabas, Godehure, La Forge.

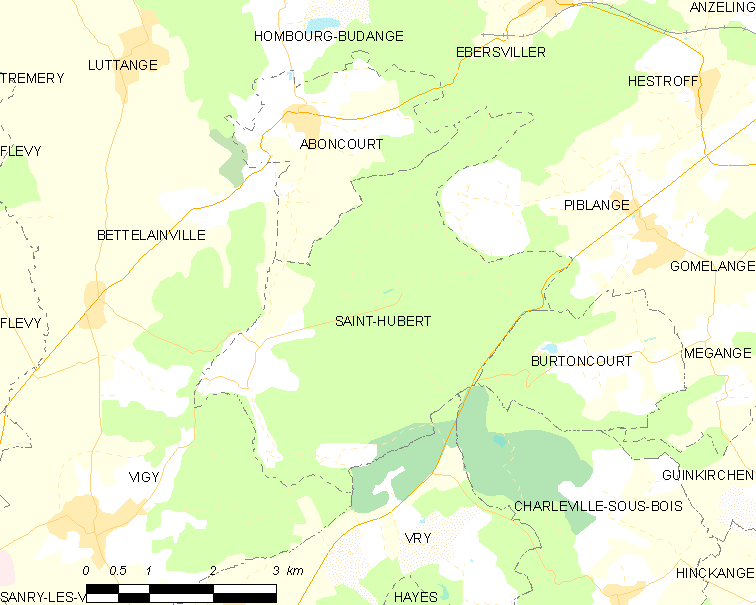
Carte de la commune.

### Communes limitrophes
| Aboncourt      | Ébersviller  | Hestroff Piblange     |
| Bettelainville | Saint-Hubert | Burtoncourt           |
| Vigy           | Vry          | Charleville-sous-Bois |

### Hydrographie
La commune est située dans le bassin versant du Rhin au sein du bassin Rhin-Meuse. Elle est drainée par le ruisseau le Canner, le ruisseau de St-Hubert, le ruisseau de Villers-Bettnach et le ruisseau du Pâquis.
Le Canner, d'une longueur totale de 29,4 km, prend sa source dans la commune de Vry et se jette  dans la Moselle à Kœnigsmacker, après avoir traversé onze communes.

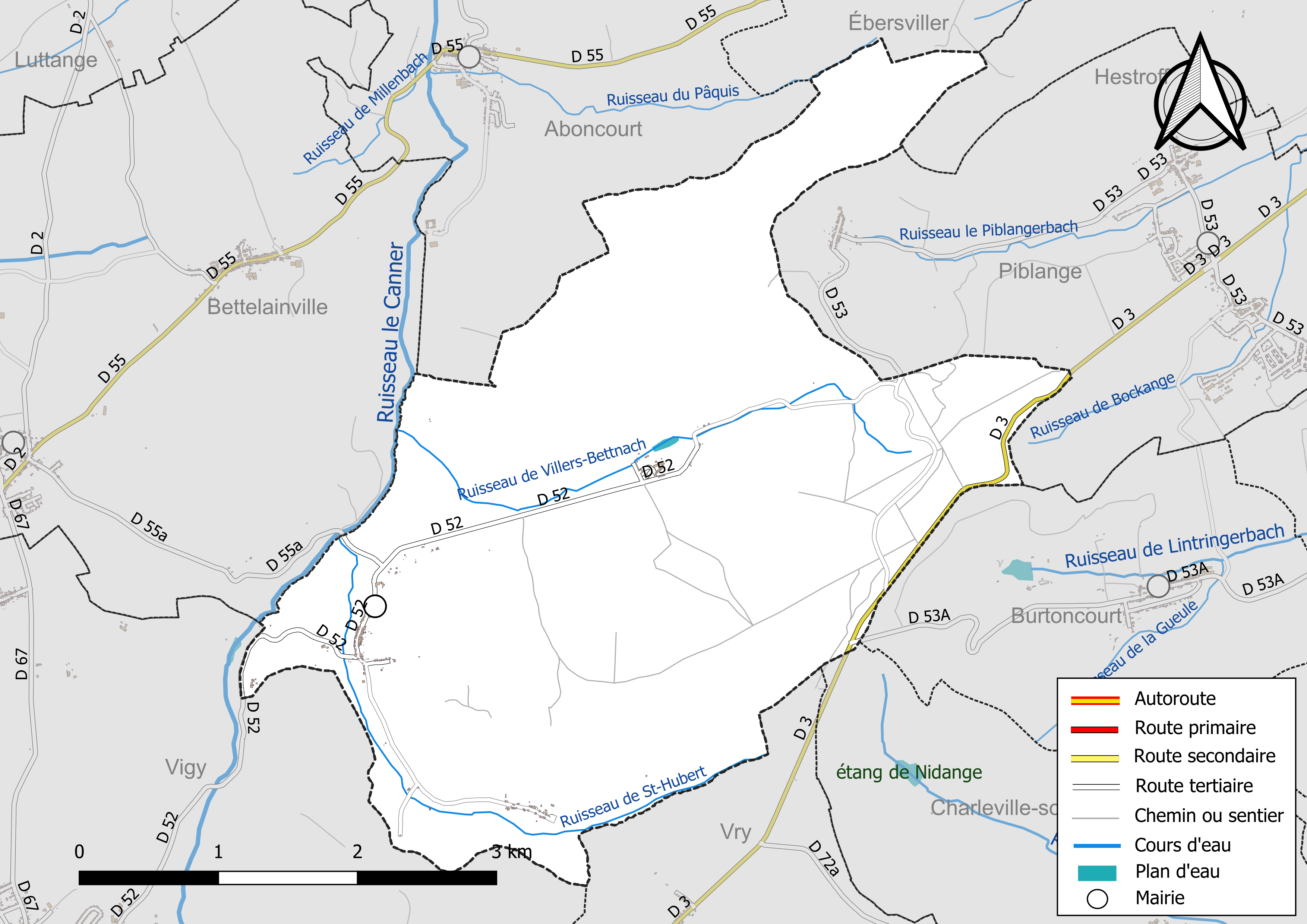
Réseaux hydrographique et routier de Saint-Hubert.

La qualité des eaux des principaux cours d’eau de la commune, notamment du ruisseau le Canner, peut être consultée sur un site spécial géré par les agences de l’eau et l’Agence française pour la biodiversité.

### Climat
Pour des articles plus généraux, voir Climat du Grand Est et Climat de la Moselle.
En 2010, le climat de la commune est de type climat de montagne, selon une étude du Centre national de la recherche scientifique s'appuyant sur une série de données couvrant la période 1971-2000. En 2020, Météo-France publie une typologie des climats de la France métropolitaine dans laquelle la commune est exposée à un climat semi-continental et est dans la région climatique  Lorraine, plateau de Langres, Morvan, caractérisée par un hiver rude (1,5 °C), des vents modérés et des brouillards fréquents en automne et hiver. 
Pour la période 1971-2000, la température annuelle moyenne est de 9,4 °C, avec une amplitude thermique annuelle de 16,8 °C. Le cumul annuel moyen de précipitations est de 806 mm, avec 12 jours de précipitations en janvier et 9,4 jours en juillet. Pour la période 1991-2020, la température moyenne annuelle observée sur la station météorologique de Météo-France la plus proche, « Malancourt », sur la commune d'Amnéville à 14 km à vol d'oiseau, est de 10,2 °C et le cumul annuel moyen de précipitations est de 884,1 mm. 
La température maximale relevée sur cette station est de 39,3 °C, atteinte le 25 juillet 2019 ; la température minimale est de −17,9 °C, atteinte le 5 janvier 1985,,. 
Les paramètres climatiques de la commune ont été estimés pour le milieu du siècle (2041-2070) selon différents scénarios d'émission de gaz à effet de serre à partir des nouvelles projections climatiques de référence DRIAS-2020. Ils sont consultables sur un site spécial publié par Météo-France en novembre 2022.

## Urbanisme

### Typologie
Au 1er janvier 2024, Saint-Hubert est catégorisée commune rurale à habitat très dispersé, selon la nouvelle grille communale de densité à sept niveaux définie par l'Insee en 2022.
Elle est située hors unité urbaine. Par ailleurs la commune fait partie de l'aire d'attraction de Metz, dont elle est une commune de la couronne,. Cette aire, qui regroupe 245 communes, est catégorisée dans les aires de 200 000 à moins de 700 000 habitants,.

### Occupation des sols
L'occupation des sols de la commune, telle qu'elle ressort de la base de données européenne d’occupation biophysique des sols Corine Land Cover (CLC), est marquée par l'importance des forêts et milieux semi-naturels (84,7 % en 2018), une proportion sensiblement équivalente à celle de 1990 (85 %). La répartition détaillée en 2018 est la suivante : 
forêts (83 %), prairies (11,2 %), terres arables (4,1 %), milieux à végétation arbustive et/ou herbacée (1,7 %). L'évolution de l’occupation des sols de la commune et de ses infrastructures peut être observée sur les différentes représentations cartographiques du territoire : la carte de Cassini (XVIIIe siècle), la carte d'état-major (1820-1866) et les cartes ou photos aériennes de l'IGN pour la période actuelle (1950 à aujourd'hui).

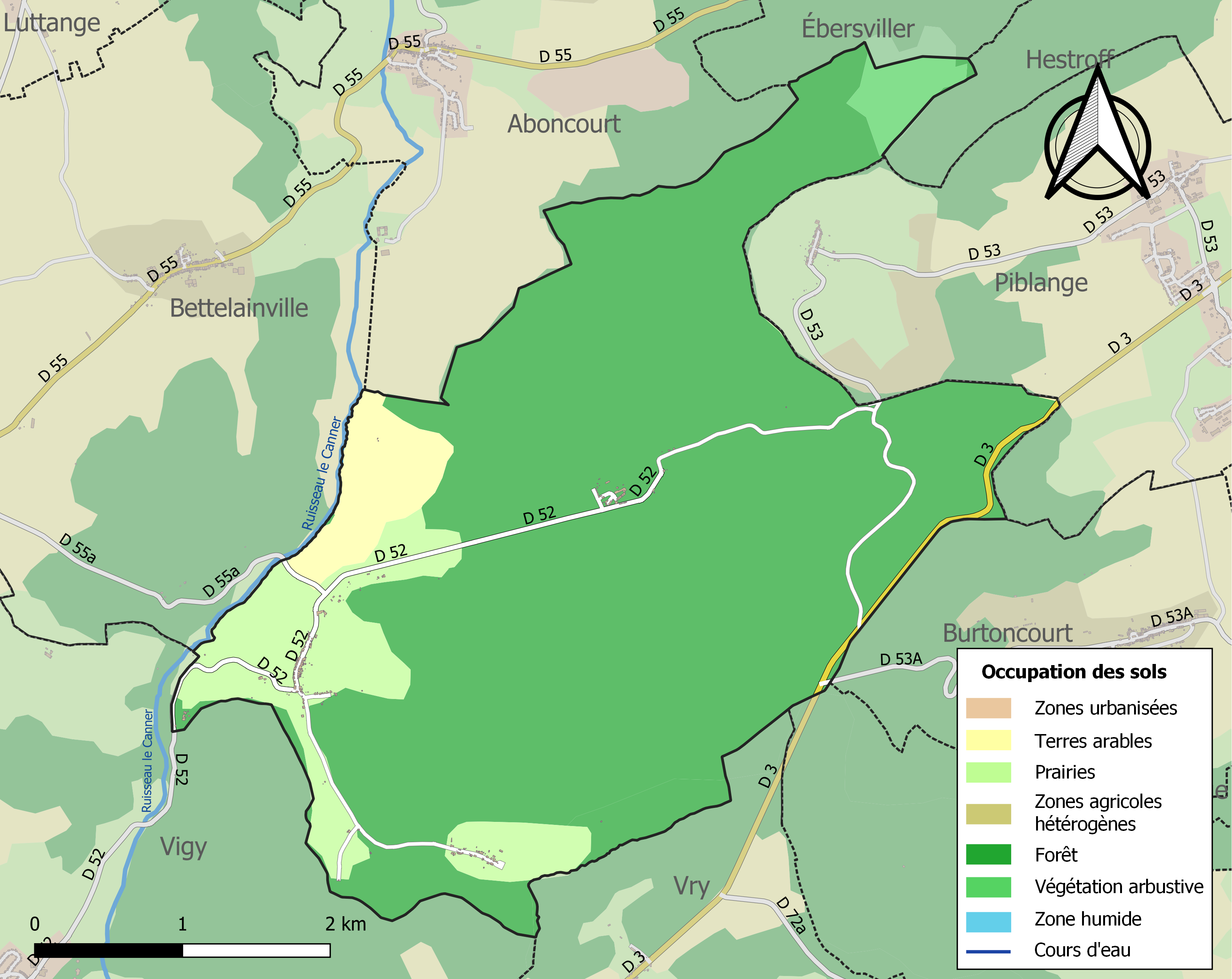
Carte des infrastructures et de l'occupation des sols de la commune en 2018 (CLC).

## Histoire
L’histoire de cette commune est fortement liée à celle de l’abbaye de Villers-Bettnach.

### Saint-Hubert
A dépendu de la  prévôté de Sierck et des Trois-Évêchés. 
Les moines de l’abbaye de Villers-Bettnach fondèrent Saint-Hubert en 1493 sous le nom de « Saint-Humbert » qui devint, en raison de la prononciation, Saint-Hubert.
Le village fut détruit en 1682. Il ne restait qu’une maison de ferme, puis le village se reconstruisit lentement.
En 1720, Saint-Hubert fut rattachée à la paroisse d'Altroff (commune de Bettelainville) qui venait d’être créée.
Un peu à l’écart se trouve la ferme de Godchure, qui s'appelait Gaderscheuern en 1599, puis Gaudechure (1641), Gadthschures (1762), Gadtscheuren (1756), Godtcheuren (1779).
C’est à Saint-Hubert et dans son annexe, Befey, que fut fondé, en 1762, l'Institut de la Providence pour l'instruction des petites filles. En effet, dans l'autre annexe de la commune, Villers-Bettnach, l'abbaye était réservée aux hommes.
Epange, Belle Fontaine, Haute Frêne et Rabas sont réunis à Saint-Hubert entre 1790 et 1794.
En 1811, le chef-lieu communal est transféré de Saint-Hubert à Villers-Bettenach en absorbant Besey. Saint-Hubert redevient chef-lieu en 1919.
Toponymie : Saint-Humbert (1493), Sanctus Humbertus (1606) ; en lorrain : Saint-Himbé.

### Befey
Cette annexe de la commune est en fait un cul-de-sac et son histoire reste peu connue.
Le village tire son nom de fagus (le hêtre), devenu « fou » ou « fau ». Fagitum désignait une hêtraie.
On relève, en 1345, le nom de « Belfey », la belle hêtraie. Ce même nom se retrouve en 1756.
Cette ancienne possession de l'abbaye Saint-Arnould de Metz fut détruite en 1552 et reconstruite en 1572.
Befey est une commune de Moselle de 1793 à 1811. En 1801, le bulletin des Lois écrit Besey.

### Rabas

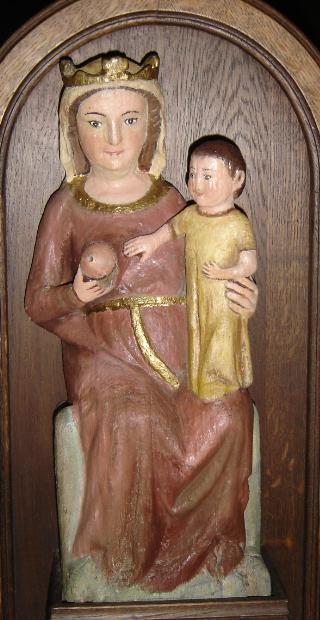
Notre Dame de Rabas

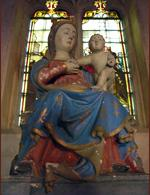
Vierge à l'Enfant en pierre à l'intérieur de la chapelle.

Rabas n’est ni un village ni un hameau proprement dit mais un lieu-dit symbolique de la commune, entre Befey et Saint-Hubert. En effet, c’est à Rabas que l’on trouve une chapelle du même nom et la source dite de « Charlemagne ».
L’historique de cette chapelle a été fait par l’abbé Cazin, alors curé de Vigy. L'abbé Cazin avait déjà publié en 1883 une première notice dans le but de réunir des fonds pour la restauration de la chapelle.
On sait qu’en 1423 vivait à Rabas un ermite du nom d'André, originaire de Flévy. On note également, en 1630, un autre ermite, le franciscain Colezius, docteur en théologie.
Tout proche de la chapelle, on trouve la « source de Charlemagne ». Cette dernière serait due au cheval de Charlemagne qui, en chassant dans cette forêt au début du IXe siècle (lors de ses séjours à Thionville) aurait mis au jour cette source. Quelle que soit la véracité de cette légende, le lieu est resté fréquenté depuis, d’une part car l’eau est potable aujourd’hui encore et parce que la chapelle de Rabas fut implantée dans la foulée.
Toponymie : Rabay (1410), Raba (1607), Ribba (1610), Roba (1756). En Lorrain : Raibay, En allemand : Rebach.

### Villers-Bettnach
Villers-Bettnach est un petit village niché au fond de sa vallée connu par l’histoire de son abbaye. Il a donné naissance à Saint-Hubert. Autrefois hameau Lorrain dans le bailliage de Bouzonville (1751-1789). Au début du XVIIe siècle, ce hameau était situé sur la frontière linguistique. 
Il fut le chef-lieu communal de 1811 à 1919.
Toponymie : Vilers (1271), Viliers (1281), Villiers (1283), Vilarium (1283), Villeir (1323), Vrillerus in Bettenach (1583), Viller-Bettenach (1585), Villers-Betnacqz (1618), Villers-Bettenach (1801). En francique lorrain : Weller.

## Politique et administration
| Période                                  | Période   | Identité        | Étiquette | Qualité |
| ---------------------------------------- | --------- | --------------- | --------- | ------- |
| mars 1995                                | mars 2001 | Joël Goubaux    |           |         |
| mars 2001                                | 2005      | Denis George    |           |         |
| 2005                                     | ?         | Roland Sallerin |           |         |
| mai 2020                                 | En cours  | Sylvie Richard  |           |         |
| Les données manquantes sont à compléter. |           |                 |           |         |

## Démographie
L'évolution du nombre d'habitants est connue à travers les recensements de la population effectués dans la commune depuis 1793. Pour les communes de moins de 10 000 habitants, une enquête de recensement portant sur toute la population est réalisée tous les cinq ans, les populations de référence des années intermédiaires étant quant à elles estimées par interpolation ou extrapolation. Pour la commune, le premier recensement exhaustif entrant dans le cadre du nouveau dispositif a été réalisé en 2006.

En 2022, la commune comptait 231 habitants, en évolution de −0,43 % par rapport à 2016 (Moselle : +0,52 %, France hors Mayotte : +2,11 %).
| 1793 | 1800 | 1806 | 1921 | 1926 | 1931 | 1936 | 1946 | 1954 |
| ---- | ---- | ---- | ---- | ---- | ---- | ---- | ---- | ---- |
| 133  | 156  | 155  | 171  | 178  | 142  | 153  | 138  | 126  |

| 1962 | 1968 | 1975 | 1982 | 1990 | 1999 | 2006 | 2011 | 2016 |
| ---- | ---- | ---- | ---- | ---- | ---- | ---- | ---- | ---- |
| 150  | 146  | 164  | 187  | 173  | 197  | 233  | 210  | 232  |

| 2021 | 2022 | - | - | - | - | - | - | - |
| ---- | ---- | - | - | - | - | - | - | - |
| 234  | 231  | - | - | - | - | - | - | - |

## Culture locale et patrimoine

### Lieux et monuments
- Ancienne gare de Bettelainville-Saint-Hubert (où passe le train touristique de Vigy).
- Ancienne gare de Villers-Bettnach.
- Ruines du viaduc de la Canner (bombardé durant la Seconde Guerre mondiale) entre Saint-Hubert et Villers-Bettnach.
- Chêne des Moines (planté en 1682) dans la forêt de Villers-Bettnach.
- Maisons forestières de Villers-Bettnach dont une est au sein de l'abbaye et l'autre, en dehors, datant d'une centaine d'années.
- Source de Charlemagne entre Saint-Hubert et Befey à proximité de Notre-Dame-de-Rabas.
- Fontaine du Loup.
- Ferme de Rabas ayant appartenu aux bénédictins de Saint-Arnoul.
- Distillerie (eau-de-vie)[25].
- Hébergement : chambre d'hôtes, résidences secondaires, chalet de Rabas.

#### Édifices religieux
- Abbaye de Villers-Bettnach et sa porte Coislin datant du XVIIIe siècle à Villers-Bettnach[26].
- Chapelle des Humbles à Villers-Bettnach XVIIIe siècle.
- Chapelle Sainte-Catherine à Villers-Bettnach, XIIe siècle.
- Chapelle Notre-Dame-de-la-Salette de Rabas, construite de 1884 à 1886 en intégrant l'ancienne, vétuste et délabrée.
- Chapelle à Saint-Hubert, inaugurée le 2 mai 1971.

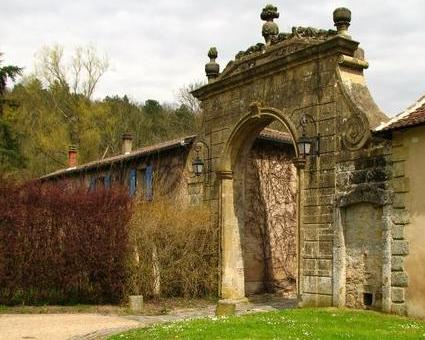
Abbaye cistercienne de Villers-Bettnach.
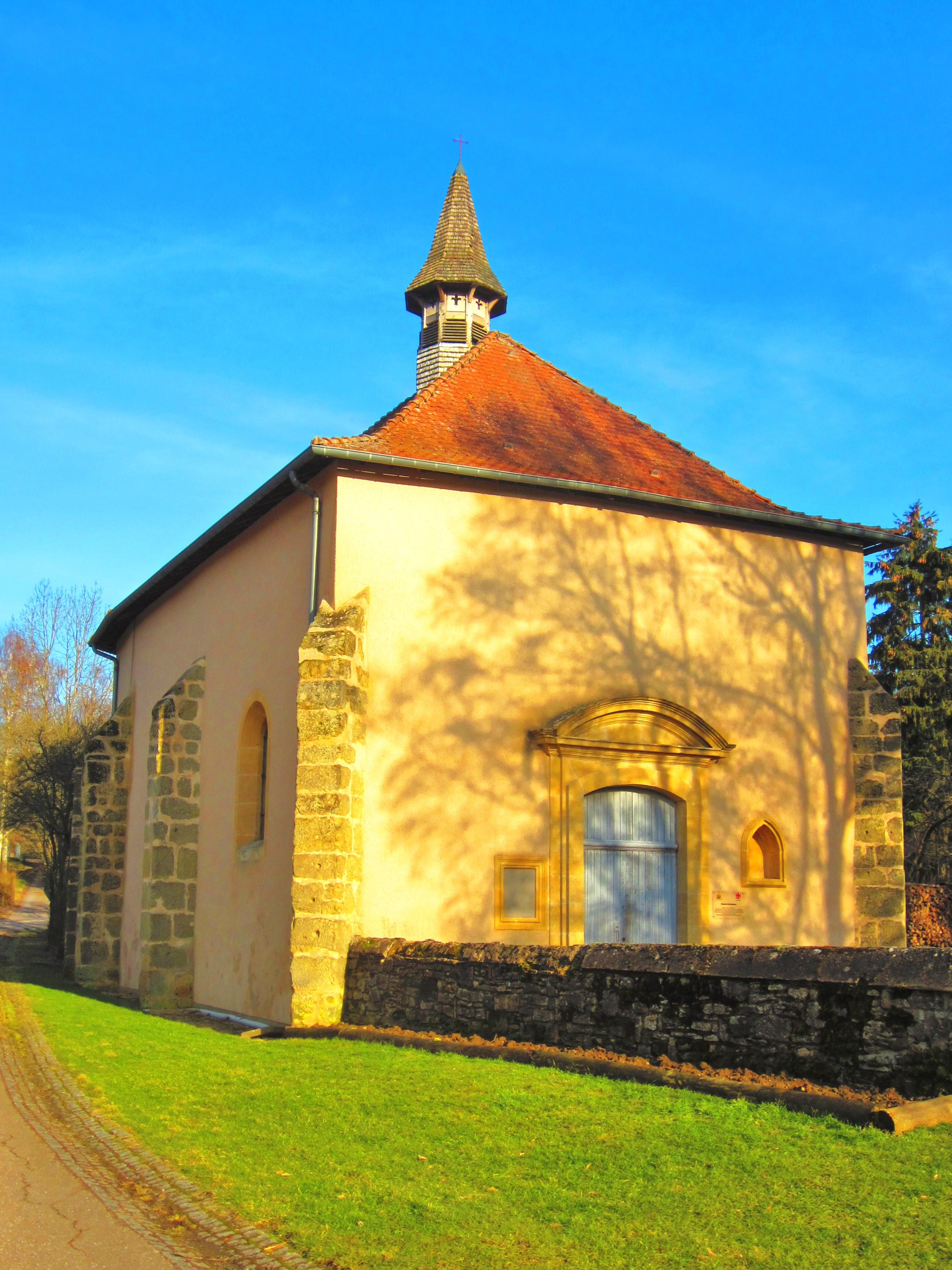
Chapelle des Humbles.
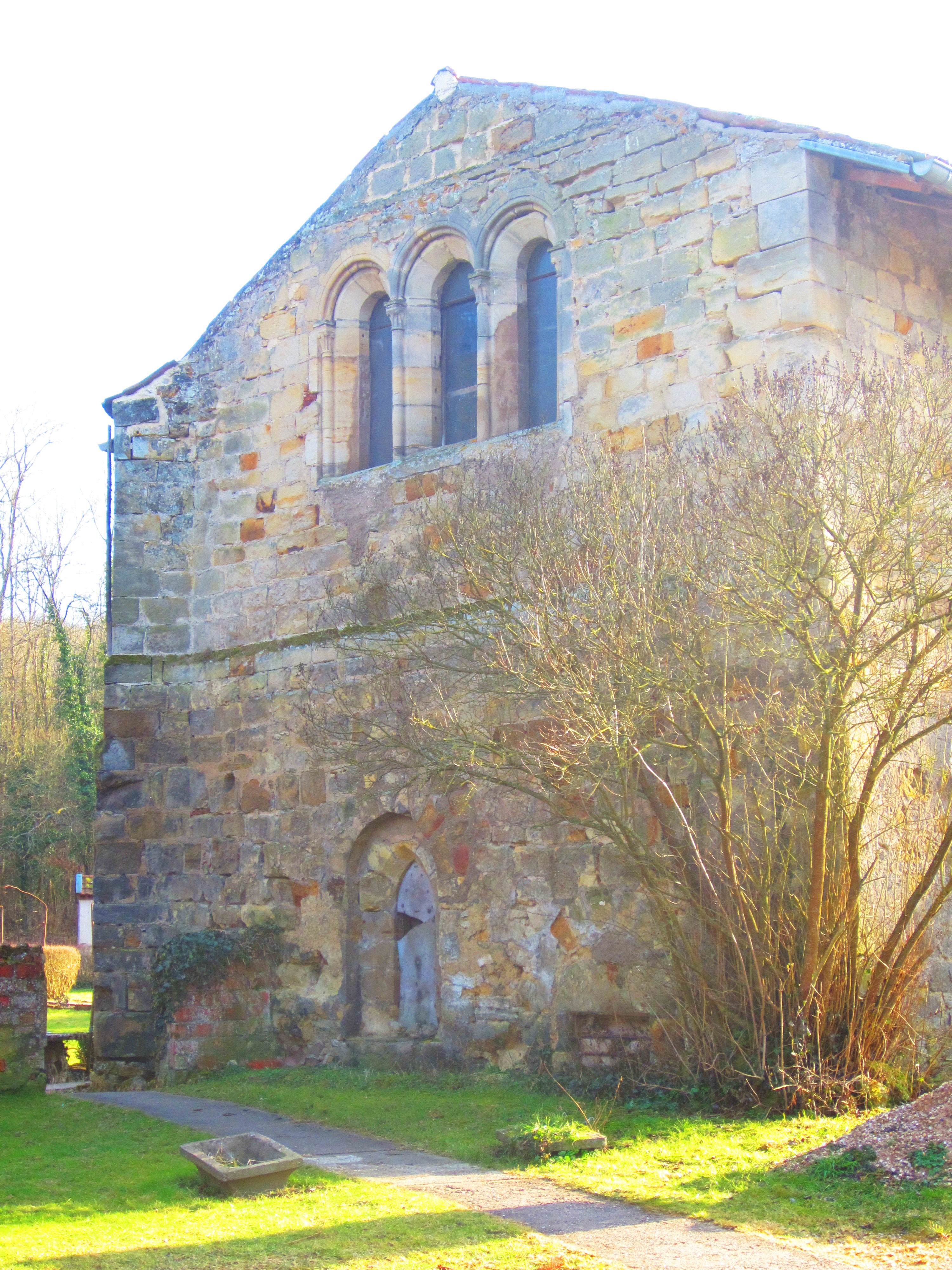
Chapelle Sainte-Catherine.
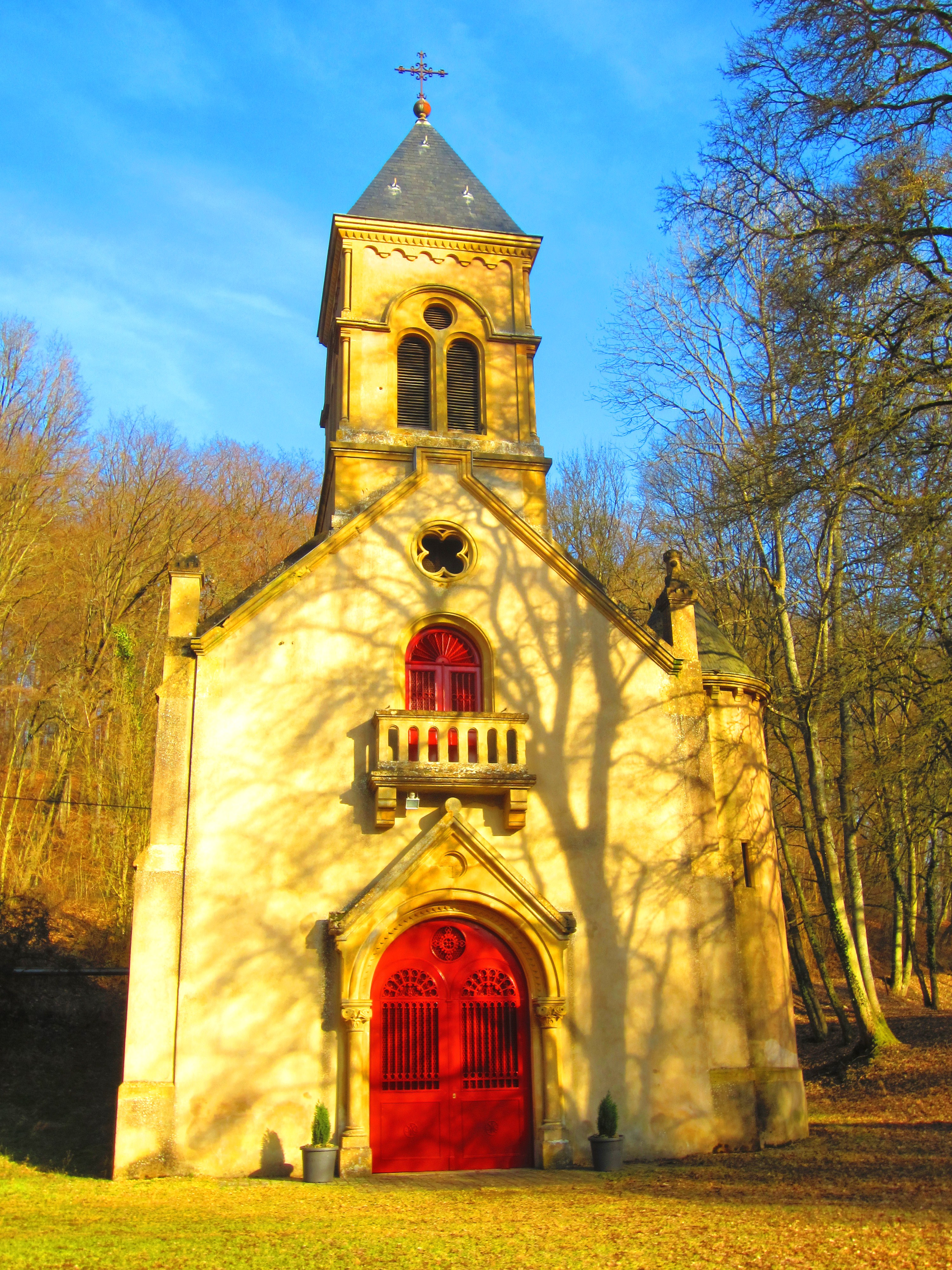
Chapelle Notre-Dame-de-la-Salette de Rabas.
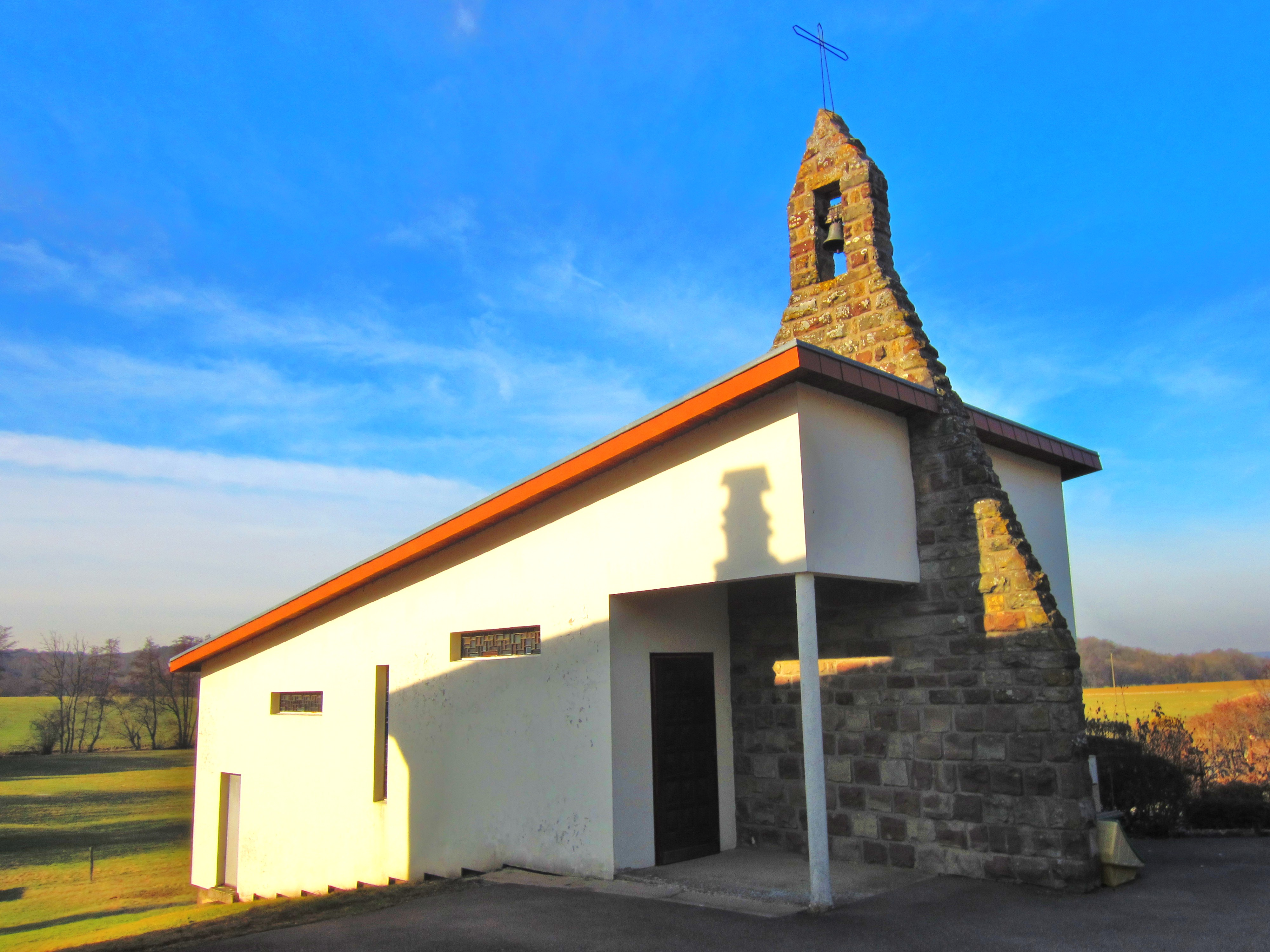
Chapelle à Saint-Hubert.

### Héraldique
| Blason de Saint-Hubert | Blason  | D'argent à la croix de gueules, cantonnée de quatre serres d'aigle de sable. |
| Blason de Saint-Hubert | Détails | Le statut officiel du blason reste à déterminer.                             |